# 勞爾·魯塞斯庫
勞爾·魯塞斯庫（羅馬尼亞語：Raul Rusescu；1988年7月9日—）是一位羅馬尼亞足球運動員。在場上的位置是前鋒或攻擊型中場。他現效力於土超奧斯曼利斯普足球會。他曾效力於西甲球隊塞維利亞足球俱樂部。他也代表羅馬尼亞國家足球隊參賽。